# Dąbrówka Dolna
Dąbrówka Dolna (niem. Königlich Dombrowka) – wieś w Polsce położona w województwie opolskim, w powiecie namysłowskim, w gminie Pokój.
Przysiółkiem wsi jest Szubienik.
W okresie hitlerowskiego reżimu w latach 1932–1945 miejscowość nosiła nazwę Eichendorf.
W latach 1945–1954 należała i była siedzibą gminy Dąbrówka Dolna. W latach 1954–1972 wieś należała i była siedzibą władz gromady Dąbrówka Dolna.
Wspólnoty wyznaniowe
- Kościół rzymskokatolicki: Parafia Matki Boskiej Śnieżnej w Dąbrówce Dolnej
- Świadkowie Jehowy: zbór Wołczyn–Dąbrówka (Sala Królestwa: Wołczyn)[5]